# 1892 au Québec
Cet article traite des événements survenus en 1892 au Québec. 

## Événements

### Janvier
- 18 janvier : l'ex-premier ministre du Québec, Joseph-Adolphe Chapleau blâme le lieutenant-gouverneur Auguste-Réal Angers pour avoir renvoyé le ministère Mercier et dissous le Parlement. Pour lui, ce geste « viole non seulement l'esprit de la Constitution mais l'esprit de la loi »[1].
- 30 janvier : l'élection du conservateur Joseph Lessard dans Maskinongé lors de l'élection générale de 1890 est annulée[2].

### Février
- 2 février : le juge Louis-Amable Jetté remet son rapport sur l'affaire de la Baie des Chaleurs. Il exonère Honoré Mercier de tout blâme[3].
- 3 février : dans une lettre pastorale, les évêques du Québec défendent de vendre, donner ou distribuer de la boisson dans les trois jours qui précèdent ou qui suivent une élection[3].
- 20 février : selon le trésorier John Smythe Hall, la dette consolidée du Québec est passée en 5 ans de 18 800 000 $ à 26 210 000 $. Il veut ainsi prouver que la situation financière de la province s'est fragilisée à cause des « dépenses excessives » du gouvernement Mercier[4].

### Mars
- 8 mars : le Parti conservateur remporte l'élection générale avec 51 députés et 36 % des votes contre 21 députés et 30 % des voix pour le Parti libéral[5].
- 9 mars : le lendemain de sa défaite, l'ancien premier ministre Honoré Mercier, amer, déclare : « Le verdict du peuple est injuste et sera sévèrement blâmé par l'Histoire »[6].
- 18 mars : Thomas Chapais est nommé conseiller législatif[2].
- 22 mars : Ernest Pacaud redevient seul propriétaire de L'Électeur, le journal libéral de la ville de Québec[7].
- 28 mars : le député Guillaume Amyot, qui avait lâché le Parti conservateur pour les libéraux en 1887, annonce qu'il abandonne Mercier et retourne chez les conservateurs[8].
- 30 mars : le diocèse de Valleyfield est créé. Joseph-Médard Émard devient son premier évêque[9].

### Avril
- 20 avril : le gouvernement De Boucherville accuse l'ancien premier ministre Honoré Mercier d'une fraude de 60 000 $ et le poursuit en justice[6].
- 26 avril : la première session de la 8e législature (en) est ouverte. Comme le premier ministre Charles de Boucherville siège au Conseil législatif, c'est Louis-Olivier Taillon qui lui servira de chef de gouvernement à l'Assemblée législative. Quant au Parti libéral, Félix-Gabriel Marchand prend sa tête ainsi que celle de l'opposition officielle, succédant ainsi à Mercier qui ne siègera pas de la session[2].

### Mai
- 18 mai : l'Assemblée législative refuse de voter l'abolition du Conseil législatif. La disparition de cette Chambre aurait privé De Boucherville de son poste de premier ministre[2].
- 20 mai : lors de son discours du budget, le trésorier John Smythe Hall annonce des dépenses de 5 582 000 $ et un déficit anticipé de 2 182 000 $. Celui-ci aurait été encore plus important sans la création d'un nouvel impôt[10].

### Juin
- 2 juin : les commissaires du havre de Montréal annoncent le creusage de la Pointe-Saint-Charles afin que le port puisse recevoir des bateaux de plus fort tonnage[11].
- 6 juin : le conservateur Edmund James Flynn, réélu à la fois dans les circonscriptions de Matane et de Gaspé, annonce qu'il représentera Gaspé. De nouvelles élections partielles devront avoir lieu dans le district de Matane[2].
- 9 juin : le procès d'Honoré Mercier et d'Ernest Pacaud est reporté à l'automne[12].
- 14 juin : une tornade s'abat sur Sainte-Rose sur l'île Jésus. Le bilan de la catastrophe est de 6 morts et 26 blessés[13].
- 24 juin : la session parlementaire est prorogée.

### Juillet
- 1er juillet : à Sherbrooke, début des fêtes du centenaire des débuts de la colonisation dans les Cantons de l'Est[14].
- 9 juillet : le chemin de fer Montréal et Occidental reliant Saint-Jérôme à Sainte-Agathe-des-Monts est inauguré[15].

### Août
- 22 août : à Québec, le cardinal Elzéar-Alexandre Taschereau fête son jubilé. De même, la Société Saint-Jean-Baptiste de Québec fête son cinquantième anniversaire[16].

### Septembre
- 13 septembre - L'homme d'affaires Thomas-Philippe Pelletier (en) devient conseiller législatif[2].
- 21 septembre - Le premier tramway électrique est mis en service à Montréal. Il dessert la ligne Bleury-Du Parc-Mont-Royal-Amherst-Rachel-Craig[17]. (voir Tramway de Montréal )
- 29 septembre - Narcisse-Eutrope Dionne devient directeur de la Bibliothèque de la législature[2].

### Octobre
- 26 octobre : le procès d'Honoré Mercier et d'Ernest Pacaud débute à Québec. Les deux hommes sont accusés d'avoir fait obtenir au libraire de Québec, Joseph-Alfred Langlais, un contrat de fournisseur exclusif de papeterie pour le gouvernement pour une durée de 4 ans contre une somme de 50 000 $ qui devait servir à des fins électorales[12].

### Novembre
- 3 novembre : le libéral Louis-Félix Pinault remporte l'élection partielle de Matane. Le conservateur Télesphore-Eusèbe Normand remporte celle de Trois-Rivières[2].
- 4 novembre : les membres du juré déclarent Mercier et Pacaud innocents après seulement 13 minutes de délibérations[12].
- 6 novembre : Honoré Mercier est reçu de façon triomphale lors de son arrivée à Montréal[12].

### Décembre
- 5 décembre : 
  - malade, le premier ministre canadien, John Abbott, démissionne. Son ministre de la Justice, John Thompson, lui succède[18].
  - l'un des premiers gestes du premier ministre Thompson est de nommer Joseph-Adolphe Chapleau au poste de lieutenant-gouverneur du Québec[2].
- 13 décembre : en total désaccord avec la nomination de Chapleau au poste de lieutenant-gouverneur, le premier ministre du Québec Charles de Boucherville démissionne de son poste. Il garde cependant son siège au Conseil législatif.
- 15 décembre : le nouveau bâtiment de l'Hôtel-Dieu de Québec est inauguré[19].
- 16 décembre : Louis-Olivier Taillon devient le nouveau premier ministre du Québec. Son gouvernement, qui est le même que celui de De Boucherville, est assermenté[20].

## Naissances
- 17 janvier -Cyrille Vaillancourt (président du Mouvement Desjardins) († 30 octobre 1969)
- 4 mars - J.-Eugène Bissonnette (homme politique) († 3 septembre 1980)
- 15 mars - Édouard Asselin (avocat et homme politique)  († 1er novembre 1975)
- 27 avril - 
  - Paul-Léon Dubé (homme politique) († 6 juin 1969)
  - Wilfrid Labbé (homme politique) († 12 mai 1975)
- 20 mai - Pierre-Horace Plourde (homme politique) († 5 novembre 1983)
- 31 juillet - Joseph Charbonneau (archevêque de Montréal) († 19 novembre 1959)
- 1er septembre - Cléophas Bastien (homme politique) († 10 février 1943)
- 21 septembre - Donald Elmer Black (homme politique) († 15 avril 1980)
- 24 septembre - Adélard Godbout (premier ministre du Québec) († 18 septembre 1956)

## Décès
- 18 mars - Moïse Plante (marchand et homme politique) (º 1830)
- 23 mars - Léon Provancher (naturaliste) (º 10 mars 1820)
- 6 avril - John Ostell (architecte et homme d'affaires) (º 7 août 1813)
- 15 juillet - William Donahue (homme politique) (º 12 août 1834)
- 18 juillet - Antoine Casavant (agriculteur et homme politique) (º 20 octobre 1826)
- 11 août - Georges Duhamel (homme politique) (º 2 janvier 1855)
- 22 août - Élisée Dionne (en) (homme politique) (º 21 août 1828)
- 12 septembre - Marc-Amable Girard (ancien premier ministre du Manitoba) (º 25 avril 1822)

### Articles généraux
- Chronologie de l'histoire du Québec (1867 à 1899)
- L'année 1892 dans le monde
- 1892 au Canada

### Articles sur l'année 1892 au Québec
- Gouvernement Charles-Eugène Boucher de Boucherville (2)
- Gouvernement Louis-Olivier Taillon
- Scandale de la Baie des Chaleurs
- Élection générale québécoise de 1892